# 安戈謝區
16°14′38″S 39°54′25″E / 16.244°S 39.907°E

安戈謝區（葡萄牙語：Angoche），是莫桑比克的行政區，位於該國東北部，由楠普拉省負責管轄，首府設於安戈謝，面積2,986平方公里，2007年人口276,471，人口密度每平方公里93人。